# Atsushi Kaneko
Atsushi Kaneko (カネコアツシ Kaneko Atsushi?) es un artista manga e ilustrador Japonés, nacido el 26 de diciembre de 1966, originario de Sakata, prefectura de Yamagata.

## Biografía
Después de graduarse en economía por la Universidad de Senshu en Tokio, mientras buscaba un trabajo profesional, se acercó al mundo del manga como autodidacta. En 1988, publicó su primer trabajo, Haiyuyukuku (Haiイククク), sin ningún éxito de crítica o público. Su siguiente trabajo, Ratty gets new way, fue nominado para el premio Big Comic Spirits Newcomer Adward de la revista Shōgakukan. En 1990, también ganó el premio de invierno de Afternoon Four Season Awards. Durante estos años, también estuvo activo como creador de portadas para CDs y como ilustrador.
En 1992 publicó Rokkunrōru Igai Wa Zenbu Uso (ロックンーール以外は全部嘘 ), mientras que entre 1998 y 1999 publicó B. Q. The Mouse Book, B. Q. The Fly Book, B. Q. Outtakes The Roach Book y R-Tan Henshū (R - 短編集?).
En 1998, sin embargo, comenzó un trabajo que terminaría en 2001 y que le daría a conocer al público en general, tanto japonés como extranjero: Bambi y su pistola rosa que se convirtió a lo largo de los años en una serie de culto e incluso inspiró dos colecciones de música: el CD Shot the Pink Gun: Bad Tracks for BAMBi y Shot One Kill: Bad Tracks for BAMBi 2.  
En 2003, después de los volúmenes Bambi Alternative y Hunky X Punky, comenzó la publicación en la revista Monthly Comic Beam de su serie más larga Soil, un thriller de fantasía ambientado en una ciudad utópica, que concluyó en 2010 y por la fue nominada dos veces en el Festival Internacional de Cómics de Angoulême  y recibió el Grand Prix de l'Imaginaire en 2012 en la categoría de manga y fue nombrado para el Sélection Polar del 39 Festival de Sistema Abierto. 
En 2005, debutó en el mundo del cine, un arte que siempre ha admirado profundamente y en el que se inspira, dirigiendo Mushi una de las cuatro partes en las que se divide la película colectiva Rampo Noir (乱歩地獄, Ranpo jigoku ? ), adaptación de la novela The Caterpillar (芋虫, Imomushi ? ) del escritor Ranpo Edogawa.
El año 2011 marca su regreso al manga con la serie de 3 volúmenes Wet Moon, finalizada en 2013. Al año siguiente, en 2014, comienza la nueva serie Deathco (ススコ) de siete volúmenes finalizada en 2017. En 2018, comenzó su nuevo trabajo Search and Destroy (Sāchi Ando desutoroi), basado en la serie Dororo de Osamu Tezuka.
Bambi y su pistola rosa ha sido publicada en inglés, y al igual que Soil, también en francés. Esta última fue adaptada a una serie dramática de televisión.

## Estilo
El dibujo de Kaneko se caracteriza por fuertes trazos en blanco y negro. Su estilo gráfico está inspirado en los cómics independientes estadounidenses como Paul Pope y los manga japoneses como Suehiro Maruo y los carteles de conciertos de la escena punk. Debido a su característico dibujo trabaja sin asistentes, a diferencia de muchos otros colegas mangaka. De esta manera se las arregla para preservar la peculiaridad de su estilo. Para sus historias, a menudo caracterizadas por una atmósfera surrealista y ambientadas en un mundo gobernado por la violencia grotescamente retratada, se inspira en la cultura popular, la música y el cine, siendo su universo en particular a menudo cercano al de David Lynch o Quentin Tarantino. Stanley Kubrick es su cineasta favorito. 

## Obra
- Rock"n Roll Igai ha Zenbu Uso (ロックンロール以外は全部嘘?) (1992)
- R (1998)
- B.Q. - THE MOUSE BOOK (1998-1999)
- B.Q. - THE FLY BOOK (1998-1999)
- B.Q. - OUTTAKES THE ROACH BOOK (1998-1999)
- Bambi y su pistola rosa (1998-2001)[5] 6 volúmenes.
- Comic? Atsushi Kaneko Extra Works (2001), colección de ocho historias. Publicado para Europa con el título de Atomic [S]trip (2016)
- Bambi Alternative (2002)
- Soil (2003)[6]
- HUNKY×PUNKY (2004)
- Wet Moon (2011),[7] 3 volúmenes publicados por ECC (2016), ISBN 978-84-16711-52-9.
- Deathco (2014), 7 volúmenes publicados por ECC (2017) ISBN 9788417063801.
- 3 Requests (2018), adaptación de la obra del mangaka Marei Karibu, publicada por primera vez en el primer aniversario de la muerte de este. Serializado en 1995 por Young Champion (Akita Shoten). También incluye el cuento de 1994 LLAMANDO.
- Search and Destroy (2020), adaptación del manga de Osamu Tezuka, Dodoro.
- Evol (2021), 3 volúmenes, publicado en España por Panini Manga (2023), ISBN 978-84-1150-289-4.

### Cine
- Mushi (2005), uno de los capítulos de los cuatro capítulos en que se divide la película Rampo Noir (乱歩地獄, Ranpo jigoku?)
- Cosmic Rescue (劇中漫画を担当) (2003), responsable de los cómics de la obra.
- Space Police (スペースポリス ) (2004), a cargo del diseño del concepto visual.

### Para televisión
- Earth Explosion (地球大爆破) (2000)
- Soil (2010)

### Música
- Diseñó la ilustración de la imagen y el logotipo de la gira de conciertos Love Like Pop de la cantautora japonesa Aiko.

### Portadas de CD
- Diseñó chaquetas para los miniálbumes LOUD! y !SHOUT!, del músico japonés Tama.
- Diseñó la portada del álbum de New Rote'Ka, GONG! GONG! ROCK'N ROLL SHOW!! (2007).
- Diseñó la portada del álbum Devil's Ride del grupo indie japonés Unkie. (2011)
- Diseñó la portada del álbum Capsule No9 de Rosarie Goes (1998)